# Родеро
Родеро (итал. Rodero) је насеље у Италији у округу Комо, региону Ломбардија.
Према процени из 2011. у насељу је живело 1102 становника. Насеље се налази на надморској висини од 407 м.

## Становништво
Према резултатима пописа становништва 2011. у општини је живело 1.210 становника.
| 1931. | 1936. | 1951. | 1961. | 1971. | 1981. | 1991. | 2001. | 2011. |
| ----- | ----- | ----- | ----- | ----- | ----- | ----- | ----- | ----- |
| 790   | 722   | 803   | 856   | 936   | 967   | 1.011 | 1.073 | 1.210 |